# Spilogona albisquama
Spilogona albisquama är en tvåvingeart som först beskrevs av Ringdahl 1932.  Spilogona albisquama ingår i släktet Spilogona och familjen husflugor. Arten är reproducerande i Sverige. Inga underarter finns listade i Catalogue of Life.